# Diego Azar Oyenart
Diego Víctor Azar Oyenart (11 de noviembre de 1976 en Montevideo) es un compositor y músico uruguayo. 

## Biografía
Aprendió solfeo con Miguel Marozzi, canto con Sara Dufau, guitarra con Jorge Nocetti, Freddy Pérez y Guillermo Hill, y composición con Coriún Aharonián.
Además de compositor, Diego Azar ha participado como instrumentista en varias formaciones y presentaciones en vivo. A mediados de los ‘90 conoce y se acerca a grandes músicos del jazz local. Tocó en el Quinteto Hot Club, y junto al pianista y fundador del Hot Club de Montevideo Paco Mañosa. En 1996 toca con el baterista uruguayo José Luis Pérez, y por estos años también lo hace en Los Tocadores, banda de Chichito Cabral.
La experiencia de tocar con ellos influye bastante en su visión de intérprete musical, del ‘tocador’. En una entrevista realizada en 45RPM Azar señala al respecto: 
“El jazz debe ser el género que más escuché. En el Hot se mantenía, al menos en esa época, una forma de ver la música de "tocador", o sea, del tipo que escuchaba un poco algo y más o menos deducía el resto; cosa que también lo hacían los tocadores tradicionales de milongas o los tangueros. Eso generaba una mentalidad muy práctica en cuanto a hacer música, que no sé si es el encare de los jazzistas históricos, que era más una búsqueda artística, trágica, rebelde, hija de las injusticias sociales que vivían y de la marginalización de su cultura. De esa época, además de Paco Mañosa, que era el cacique del Hot y un gran maestro, recuerdo las improvisaciones de Chichito Cabral, y más que nada un músico del que aprendí mucho que es José Luís Pérez. Un baterista absolutamente incomprendido, un verdadero artista de la música. La forma de “el Flaco” de sentir los tiempos, los cambios de volumen abruptos, sus formas de tocar los silencios, su forma de encarar cosas trilladas. José Luis Pérez siempre tuvo un encare al revés de lo esperable y nunca sintió vergüenza de quién era ni de dónde venía, mentalidad que salva al provinciano de vivir como tal”.
En los primeros años de 2000 Diego Azar se incorpora a Bajos Instintos, formación del bajista Popo Romano, en donde también toca el músico Walter Venencio a quien su primer disco Almohadones está dedicado.
Al mismo tiempo que participa en estos grupos y espectáculos en vivo, también trabaja y desarrolla sus propias canciones. Entre 1992 y 1994 integra varias agrupaciones en donde se interpretan composiciones suyas.
En 2008 edita su primer disco solista, Almohadones.

## Discografía
- 2008 - Almohadones.
- 2011 - No (de SantoAzar).
- 2014 - Tropicalgia (de Orquesta SubTropical).

## Almohadones
En el disco usa una variedad de músicas populares como la milonga, el gato, la cumbia o incluso el rock, y los aprovecha para generar algo distinto, reformulando algunas tendencias propias a cada género, y tendiendo así interesantes juegos y planteos con la tradición musical. Adopta, a la vez, elementos de la música culta o también llamada académica, como el prestar una especial consideración hacia el rasgo tímbrico o textural del sonido. Y también se acerca al lenguaje del jazz, no solo por emplear algunos estándares sonoros del género, sino que sobre todo, por los continuos tratamientos y reversiones que puede tener una misma melodía, por los frecuentes cambios de ritmo y demás cursos que llevan algunas de sus canciones.
A pesar de ser un músico joven, su concepción de la composición e interpretación musical lo acercan a las generaciones de los 60’ y 70’, aquellas que empezaron a buscar una forma de hacer música desde su condición de uruguayos y latinoamericanos.  
En este sentido, una de las intenciones de su propuesta consiste en revalorizar y acercar géneros musicales latinoamericanos actualmente “fuera de moda”, desde una estética personal y creativa. 
Entre lo más destacado del Almohadones, las iguales dosis de humor y tensión que contiene su música.

## Orquesta SubTropical
Diego Azar y algunos de los músicos del Almohadones también forman parte de la Orquesta SubTropical, un proyecto paralelo, formado a fines del 2009, en el que tocan plenas y otros repertorios de la música tropical en varios boliches y localidades. A ellos se suman Carlos Fortes en voz y Miguel Ángel Rodríguez en congas.
Según Azar, la idea del grupo proviene de que “la música popular se posiciona en la sociedad, y el posicionamiento de la música tropical es diferente; es manoseado por la alta sociedad, que la usa despectivamente para su fiesta, y es bien entendida por la parte más humilde. Además, me gusta mucho, soy un escucha de música tropical; en una época iba a los bailes a ver bandas”. A la vez, tiene que ver con que “todo puede ser visto de cualquier forma y depende del contexto en el que esté. La idea de la SubTropical era, también, hacer versiones tropicales en algún momento de temas del Almohadones y así resignificarlos”.
La Orquesta Sub-Tropical está integrada por: 
Carlos Fortes - Voz 
Miguel Ángel Rodríguez - Congas
Gerónimo De León - Timbales
Diego Balseiro - Bajo
Federico Sallés - Saxo
Santiago Lorenzo - Bandoneón
Diego Azar - Tiple y voz.

## Otras Actividades
Aparte de compositor y músico, Diego Azar ha realizado trabajos como técnico de sonido para varias ediciones discográficas del sello Ayuí/Tacuabé como ser: Mapa musical Uruguayo (Ayuí/Tacuabé) de Lauro Ayestarán, Música popular del Río de la Plata (Ayuí/Tacuabé) de Abel Carlevaro y varias reediciones para diversos artistas clásicos del Uruguay.
Además, fue colaborador del proyecto Tararira, sistema de búsqueda de música por tarareo.